# 敌草快
敌草快（英語：Diquat），又名二刈，是一种兼具干燥剂与落叶剂作用的除草剂，通常以其二溴盐的形式即二溴敌草快作为有效成分。敌草快有许多商品名，包括Aquacide, Dextrone, Preeglone, Deiquat, Detrone, Reglone, Reglon, Reglox, Ortho-Diquat, Weedtrine-D,Weedol 2 以及与草甘膦组合使用的Resolva。
敌草快是一种非选择性的除草剂，会快速地作用于植物接触到它的部分。它也被用于收获前的作物干燥。它會与水及土壤中的有機物質結合，且短期內不會分解，但一般在農田土壤裡的敵草快因為濃度過低而沒有活性。
敌草快具有中等毒性，如果被吞入、吸入或者被皮肤大量接触吸收则有可能致命。

## 生产
吡啶在雷尼镍催化下合成2,2'-联吡啶。 再与1,2-二溴乙烷反应形成亚乙基桥:

## 毒性
敌草快不会像百草枯那样被肺组织选择性富集，因此敌草快中毒并不会像百草枯中毒那样导致肺纤维化。